# Go車誌
《Go車誌 BuyCarTV》，於2007年7月－2009年於台灣交通電視台播放；2009年開始以YouTube為主要平台。節目內容為台灣市場與國外的新車試駕評論以及台灣汽車零配件報導為主。讓觀眾了解台灣汽車市場的生態與變化。創辦人及主持人為曾任車訊國際總編輯的「William」朱嘉偉。該節目與Yahoo!奇摩汽車的合作，改變台灣網友上網搜尋車輛資訊的習慣，從文字圖片轉變成影音為主的汽車影片。

## Go車誌車隊
為推廣推廣台灣合法安全賽車運動，於2013年9月成立「Go車誌車隊」，2015年持續參加OTGP與台灣大賽車等賽車活動。
- 2015參賽車手名單：朱嘉偉、游啟明、呂文斌、洪佳進等四位車手，以及一位隨機輪替的車手。[1]。

- 2016年參賽車手：朱嘉偉（88號）

朱嘉偉（88號）：
參賽車輛（Peugeot RCZ Racing Cup）
- 2017年參賽車手：朱嘉偉（308號）、Joe Kwok（408號）香港車手

朱嘉偉（308號）：
參賽車輛（Peugeot 308 Racing Cup）
Joe Kwok（408號）：
參賽車輛（Honda Civic Type R FD2）
- 2018年參賽車手：朱嘉偉（308號）、Joe Kwok（408號）香港車手

朱嘉偉（308號）：
參賽車輛（Peugeot 308 Racing Cup）
Joe Kwok（408號）：
參賽車輛（Honda Civic Type R FD2）
- 2019年參賽車手：朱嘉偉（308號）

朱嘉偉（308號）：
參賽車輛（Peugeot 308 Racing Cup）
- 2021年參賽車手：朱嘉偉（88號）

朱嘉偉（88號）：
參賽車輛（Peugeot 308 Racing Cup）
- 2022年參賽車手：朱嘉偉、李勇德（88號）

朱嘉偉、李勇德（88號）：
參賽車輛（Honda Civic Type R FK7 TCR）

## 歷史沿革
- 2007年成立，於台灣交通電視台開播。
- 2008年，開始與Yahoo!奇摩汽車合作。
- 2009年，停止與台灣交通電視台合作，改以網路影音播放的方式呈現，主要平台為YouTube。同年開始與中國大陸土豆網、優酷網合作。
- 2010年，與中國大陸樂視網簽訂版權協議獨家代理。同年擴大規模網站改版。
- 2011年，加入新主持人：（小麥）。同年與中國大陸樂視網續約，並開始主持網易、土豆網等中國大陸三大車展活動。
- 2012年，與YouTube成為合作夥伴，與8891新車網站簽訂影片合作合約。主持人小麥因個人之生涯規劃而退出。
- 2013年，《Go車誌》預計將發行影音光碟。與中國大陸新浪汽車頻道合作發展中國大陸事業。7月，由於報導速霸陸汽車的內裝因使用環保材質與消費者造成糾紛的情形[2]，遭到速霸陸台灣總代理台灣意美汽車暫時封殺[3]。YouTube影片點閱突破4,000萬、訂閱戶突破50萬，Facebook粉絲數突破23萬。
- 2014年，開始規劃一連串的試車行程活動與將停播許久的節目《Go好玩》重新開拍，或些許時候出現在螢光幕前與觀眾見面[來源請求]，並邀請中國大陸新浪汽車主持人來台一同試駕與介紹納智捷新推出的休旅車款，也讓來自中國大陸的汽車節目主持人見識到台灣的工業實力與文化特色。由於為許多消費者因福特汽車、Volvo車款之PowerShift變速箱漏油事件與速霸陸Forester休旅車之引擎瑕疵問題發聲，而讓更多人開始重視其車廠之妥善率問題與車輛安全之問題，也被許多網友們尊稱為「台灣車界的守護神」。7月7日，GO車誌成立滿七周年[4]。未來將由嘉偉william與新任主持人兼GO車誌GP車隊車手（蔡維傑）為觀眾講解試駕新車。
- 2015年，Go車誌Youtube頻道點擊率破億大關，其多年成功的案例，開始讓台灣其他汽車媒體也逐漸從平面轉往影音發展。

## 外部連結
- Go車誌官方網站 （页面存档备份，存于）
- Go車誌 （页面存档备份，存于）於YouTube
- Go車誌 （页面存档备份，存于）於新浪網
- Go車誌 （页面存档备份，存于）於Facebook
- Go車誌GP車隊（页面存档备份，存于）於Facebook
- Go車誌嘉偉 （页面存档备份，存于）於Facebook